# شايبه إس إف-40
شايبه إس إف-40 (بالإنجليزية: Scheibe SF 40)‏ هي طائرة خفيفة أنتجت في ألمانيا. من صناعة شايبه. كان أول طيران لها في 1995.